# Mechanizm berliński OBWE
Mechanizm berliński – procedura związana z problematyką bezpieczeństwa międzynarodowego ustanowiona w 1991 w ramach KBWE. Mechanizm ten może być zainicjowany w razie sytuacji kryzysowej, która jest następstwem pogwałcenia jednego z postanowień „Aktu Końcowego” lub wydarzeń zagrażających pokojowi, bezpieczeństwu i równowadze. Procedura ta stała się pierwszym wyjątkiem odstąpienia od powszechnej w ramach KBWE/OBWE zasady konsensusu.
Mechanizm zakłada, że jedno z państw członkowskich zwraca się z prośbą o wyjaśnienia dotyczące zaistniałej sytuacji. Przewidziany tryb udzielenia odpowiedzi wynosi 48 godzin. Gdy kryzys nie zostanie zażegnany, państwo, które zainicjowało procedurę otrzymuje prawo zwołania posiedzenia kryzysowego Wysokiej Rady – o ile uzyska poparcie 12 innych państw członkowskich. Spotkanie takie musi być zorganizowane w terminie 2–3 dni. Rada może wówczas uchwalić stosowne rekomendacje lub też zwołać specjalne posiedzenie Rady Ministerialnej.
W rzeczywistości możliwości działania OBWE w opisanym przypadku pozostają jednak ograniczone, zważywszy na fakt, że zarówno Wysoka Rada, jak i Rada Ministerialna mogą podejmować decyzje wyłącznie w oparciu o zasadę jednomyślności. Mechanizm berliński jest zatem przykładem procedury całkowicie nieskutecznej – potwierdziła to próba sięgnięcia po niego w wypadku konfliktu w Jugosławii, gdy uchwalenie wszelkich środków działania wobec niej zostało zablokowane przez samą Jugosławię.